# Намин (город)
Намин (перс. نَمین,тал. Namin) — город в Иране, в остане Ардебиль. Намин расположен в горном районе близко к Каспийскому морю, на высоте порядка 1800 м над уровнем моря. Климат Намина умеренный, с холодной зимой и мягким летом. Вокруг Намина много лесов и фруктовых садов. Расстояние между ним и Ардебилем — 25 км. Минуя горный перевал Хейран, можно попасть в Астару. Город с давних пор известен благодаря богатой культуре. Основное население говорит на талышском языке.

## Достопримечательности
Мавзолей Баба-Роушана, расположенный в 6 км к востоку от Намина и в 2 км от деревни Хейран. Рядом с ним находится лесистая и покрытая зеленью низина, минеральные источники и древний дуб. В городе Намин также есть могила шейха Бадр-уд-Дина. Около города — покрытый зеленью горный перевал Хейран. Примерно в 6 км от Намина также находится лес и туристический регион Фандкулю. В деревне Сия-Чанах неподалеку от Намина есть также минеральные источники. В 10 км к югу от города Намин растет лес Моше с уникальным экотуристическим потенциалом.

## Демографическая динамика
Согласно трем иранским переписям, 25 октября 1996 г., 25 октября 2006 г. и 24 октября 2011 г., население Намина составляло 7852, 10456 и 11963 человека. Его увеличение за этот период составило таким образом 1,5 раз. Среднегодовые общие темпы роста населения Намина были равны за 1996—2006 гг. — 2,9 % в год, а за 2006-11 гг. — 2,7 % в год. По переписи 2011 г., в Намине проживали 5953 мужчины и 6010 женщин, на 100 женщин приходилось 99 мужчин. Доля города Намин в населении шахрестана Намин на 2011 г. составляла 19,5 %. Два других города шахрестана, Аби-Бейглю и Аанбаран, в совокупности составляли примерно столько же — 19,7 % от численности населения шахрестана.